# Naturaleza humana
La naturaleza humana o humanidad es el concepto filosófico según el cual los seres humanos tienden a compartir una  serie de características distintivas inherentes, que incluyen formas de pensar, sentir y actuar.

## Concepto

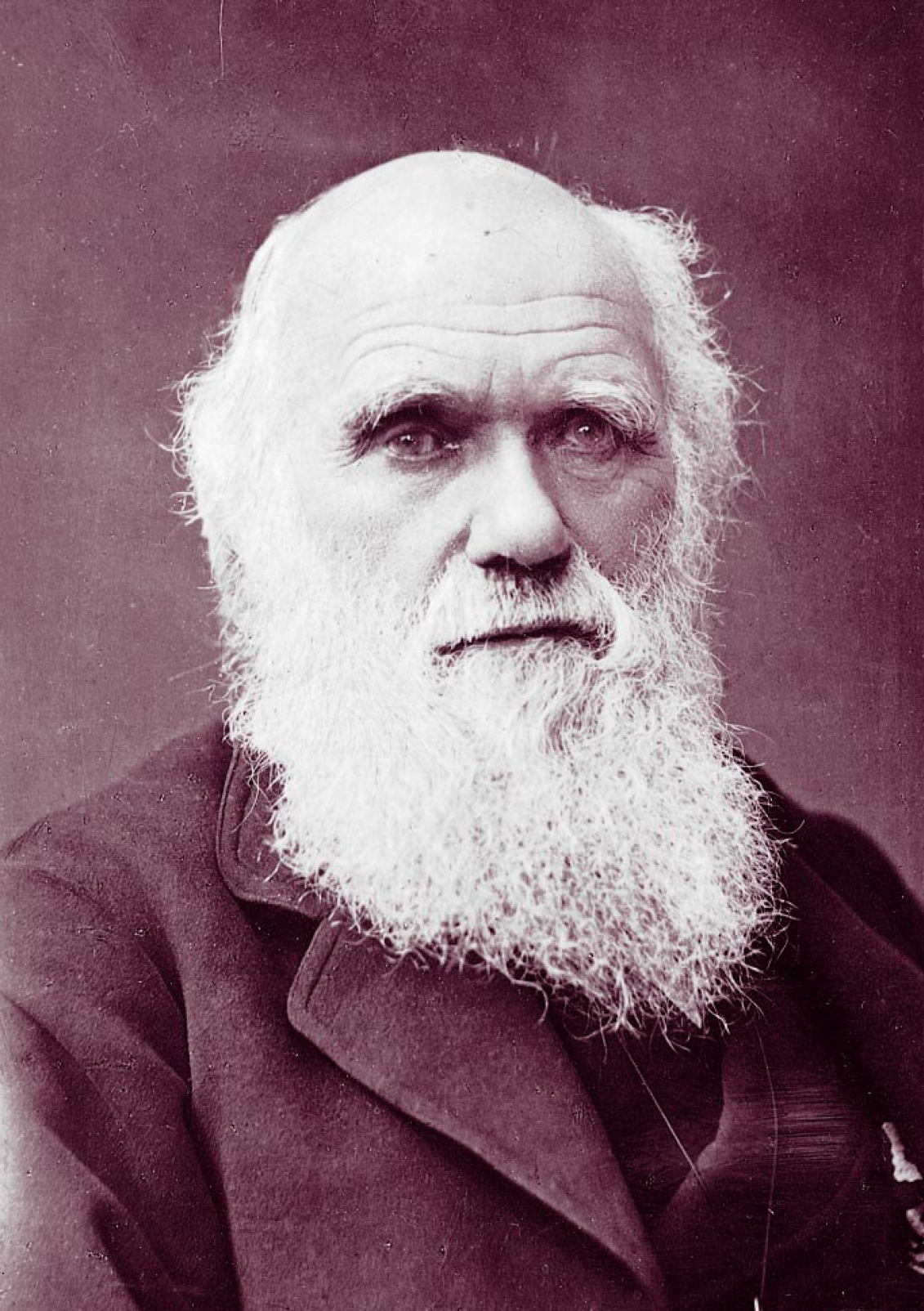
Charles Darwin en 1881.

A menudo se considera que el término captura lo que es ser humano, o la esencia de la humanidad. El término es controvertido porque se discute si existe o no tal esencia. Los argumentos sobre la naturaleza humana han sido un pilar de la filosofía durante siglos y el concepto continúa provocando un vivo debate filosófico. El concepto también sigue desempeñando un papel en la ciencia, con neurocientíficos, psicólogos y científicos sociales que a veces afirman que sus resultados han dado una idea de la naturaleza humana. La naturaleza humana se contrasta tradicionalmente con características que varían entre los humanos, como las características asociadas con cultivos específicos. Los debates sobre la naturaleza humana están relacionados, aunque no es lo mismo, con debates sobre la importancia comparativa de los genes y el medio ambiente en el desarrollo ("naturaleza versus crianza").
La cuestión es qué origina estas características distintivas de humanidad y cual fija es la naturaleza humana (e.g. innato o adquirido), lo que tiene importantes implicaciones en la ética, la política y la teleología debido a que pueden proveer normas o estándares para que los humanos juzguen cuál es la mejor forma de vivir. Las ramas de la ciencia asociadas con el estudio de la naturaleza humana incluyen a la sociología, sociobiología y psicología, en particular, la psicología evolucionista, que estudia la selección sexual en la evolución del ser humano, y la psicología del desarrollo.
Tradicionalmente, se dice que el concepto de la naturaleza humana como un estándar para emitir juicios comenzó en la filosofía griega, al menos en lo que respecta a las perspectivas occidentales y del Medio Oriente.
El enfoque teleológico de Aristóteles llegó a ser dominante en la época clásica y medieval tardía. Según esta explicación, la naturaleza humana realmente hace que los humanos se conviertan en lo que son, por lo que existe de alguna manera independientemente de los individuos. Esto a su vez ha dado a entender que también muestra una conexión especial entre la naturaleza humana y la divinidad. Este enfoque comprende la naturaleza humana en términos de causas finales y formales. Tales interpretaciones de la naturaleza humana ven esta naturaleza como una "idea" o "forma" de un humano.
Sin embargo, la existencia de esta naturaleza humana invariable y metafísica es objeto de mucho debate histórico, que continúa en los tiempos modernos. Contra esta idea de una naturaleza humana fija, la relativa maleabilidad del hombre ha sido discutida especialmente en los últimos siglos, en primer lugar por Thomas Hobbes y Jean-Jacques Rousseau. En el Emilo, o Sobre la educación, Rousseau escribió: "No sabemos qué nos permite ser nuestra naturaleza". Desde principios del siglo XIX, pensadores como Hegel, Marx, Kierkegaard, Nietzsche, Sartre, los estructuralistas y los posmodernistas también han argumentado en ocasiones contra una naturaleza humana fija o innata.
La teoría de la evolución de Charles Darwin cambia la naturaleza de la discusión, apoyando la proposición de que los antepasados de la humanidad no eran como la humanidad actual. Perspectivas científicas aún más recientes, como el conductismo, el determinismo y el modelo químico dentro de la psiquiatría y la psicología modernas, afirman ser neutrales con respecto a la naturaleza humana. Como en gran parte de la ciencia moderna, tales disciplinas buscan explicar con poco o ningún recurso a la causalidad metafísica. Pueden ofrecerse para explicar los orígenes de la naturaleza humana y sus mecanismos subyacentes, o para demostrar las capacidades de cambio y diversidad que podrían alterar el concepto de una

## Filosofía griega clásica

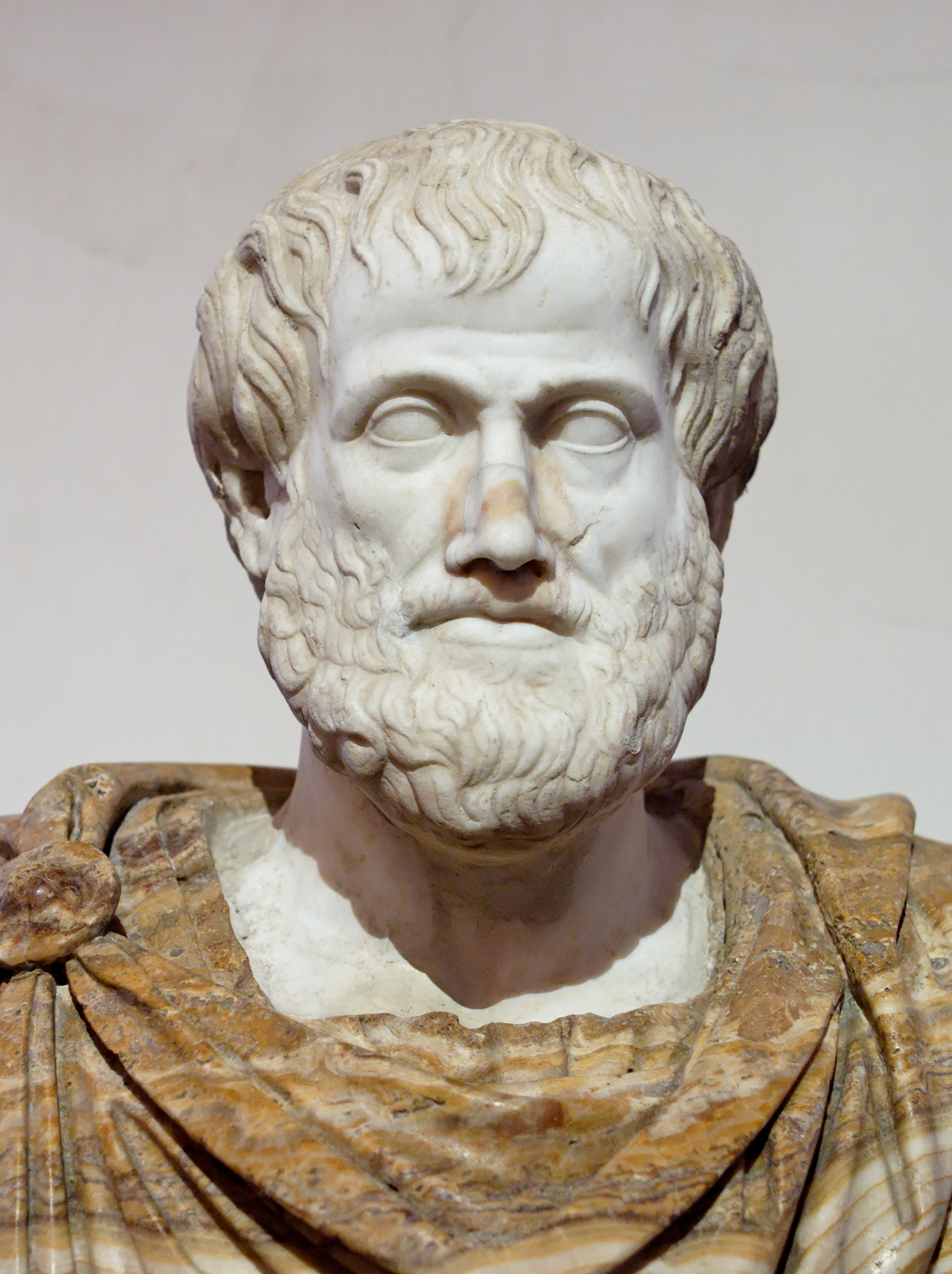
Aristóteles.

La filosofía en la Grecia clásica está en el origen de la concepción occidental de la naturaleza de una cosa. Según Aristóteles, el estudio filosófico de la naturaleza humana en sí se originó con Sócrates, quien cambió la filosofía del estudio de los cielos al estudio de las cosas humanas. Se dice que Sócrates estudió la cuestión de cómo una persona debería vivir mejor, pero no dejó obras escritas. Está claro por los trabajos de sus alumnos Platón y Jenofonte, y también por lo que dijo Aristóteles (alumno de Platón) sobre él, que Sócrates era un racionalista y creía que la mejor vida y la vida más adecuada para la naturaleza humana involucraba al uso continuo del razonamiento. 
La escuela socrática fue la influencia sobreviviente dominante en la discusión filosófica en la Edad Media, entre los filósofos islámicos, cristianos y judíos. El alma humana en las obras de Platón y Aristóteles tiene una naturaleza dividida. Una parte es específicamente humana y racional, y se divide en una parte que es racional por sí misma y una parte que puede entender la razón. Otras partes del alma albergan deseos o pasiones similares a las que se encuentran en los animales. Tanto en Aristóteles como en Platón, el espíritu (thumos) se distingue de las otras pasiones (epithumiai). La función apropiada de lo "racional" era gobernar las otras partes del alma, ayudada por el espíritu. Según esta explicación, usar la razón de uno es la mejor manera de vivir, y la forma más elevada de ser humanos.
Aristóteles hizo algunas de las declaraciones más famosas e influyentes sobre la naturaleza humana. En sus obras, además de utilizar un esquema de un alma humana dividida, se hacen algunas declaraciones claras sobre la naturaleza humana:
- El hombre es un animal conyugal, lo que significa un animal que nace para aparearse cuando es adulto, construyendo así un hogar (oikos) y, en casos más exitosos, un clan o una pequeña aldea que se ejecutan sobre líneas patriarcales.[13]
- El hombre es un animal político, lo que significa un animal con una propensión innata a desarrollar comunidades más complejas del tamaño de una ciudad o pueblo, con una división del trabajo y una legislación. Este tipo de comunidad es diferente en tipo al de una familia numerosa, y requiere un uso especial de la razón humana.[14]
- El hombre es un animal mimético. Al hombre le encanta usar su imaginación (y no solo para hacer leyes y administrar comunidades). Dice que "nos gusta ver imágenes exactas de cosas que son dolorosas de ver, bestias obscenas, por ejemplo, y cadáveres". Y la "razón por la que disfrutamos en ver imágenes es que, a medida que miramos, aprendemos e inferimos lo que cada uno es".[15]

Para Aristóteles, la razón no es solo lo más especial de la humanidad en comparación con otros animales, sino que también es lo que debemos utilizar de la mejor manera. Gran parte de la descripción de Aristóteles de la naturaleza humana sigue siendo influyente en la actualidad. 
Sin embargo, la idea teleológica particular de que los humanos están "destinados" o pretenden ser algo se ha vuelto mucho menos popular en los tiempos modernos. Para los socráticos, la naturaleza humana y todas las naturalezas son conceptos metafísicos. Aristóteles desarrolló la presentación estándar de este enfoque con su teoría de las cuatro causas. Cada ser vivo exhibe cuatro aspectos o "causas": materia, forma, efecto y fin. Por ejemplo, un roble está hecho de células vegetales (materia), crece a partir de una bellota (efecto), exhibe la naturaleza de los robles (forma) y crece hasta convertirse en un roble completamente maduro (final). La naturaleza humana es un ejemplo de una causa formal, según Aristóteles. Del mismo modo, convertirnos en un ser humano completamente desarrollado (incluida la utilización total de la mente) es nuestro fin. Aristóteles (Ética a Nicómaco, Libro X) sugiere que el intelecto humano (νούς) es "el más pequeño en masa" pero la parte más importante de la psique humana, y debe cultivarse por encima de todo. El cultivo del aprendizaje y el crecimiento intelectual del filósofo, es también para él la vida más feliz y menos dolorosa.

## Filosofía china

### Confucianismo

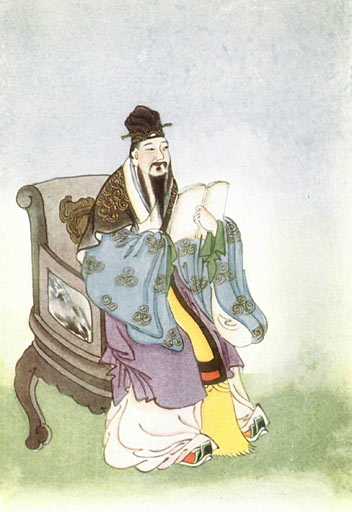
Mencio.

La naturaleza humana es una cuestión central en la filosofía china. Desde la dinastía Song, la teoría de la bondad potencial o innata de los seres humanos se hizo dominante en el confucianismo.
Mencio argumenta que la naturaleza humana es buena. Entiende la naturaleza humana como la tendencia innata a un estado ideal que se espera que se forme en las condiciones adecuadas. Por lo tanto, los humanos tienen la capacidad de ser buenos, aunque no todos son buenos.
Según la teoría de Mencio, la naturaleza humana contiene cuatro comienzos (端, duan) de moralidad: un sentido de compasión que se convierte en benevolencia (仁, ren), un sentido de vergüenza y desdén que se convierte en justicia (義, yi) , un sentido de respeto y cortesía que se convierte en propiedad (禮, li), y un sentido de lo correcto y lo incorrecto que se convierte en sabiduría (智, zhi). Los inicios de la moral se caracterizan tanto por motivaciones afectivas como por juicios intuitivos (como lo que está bien y lo que está mal, lo deferente, respetuoso o desdeñoso).
En opinión de Mencio, la bondad es el resultado del desarrollo de tendencias innatas hacia las virtudes de la benevolencia, la rectitud, la sabiduría y propiedad. Las tendencias se manifiestan en las emociones morales de cada ser humano. La reflexión (思, si) sobre las manifestaciones de los cuatro comienzos conduce al desarrollo de las virtudes. Trae el reconocimiento de que la virtud tiene prioridad sobre la satisfacción, pero la falta de reflexión inhibe el desarrollo moral. En otras palabras, los humanos tienen una constitución que comprende predisposiciones emocionales que los dirigen a la bondad.
Mencio también aborda la pregunta de por qué la capacidad del mal no se basa en la naturaleza humana. Reconoce los deseos de los sentidos como predisposiciones naturales distintas de los cuatro comienzos. Las personas pueden ser engañadas y extraviadas por sus deseos si no se comprometen con sus motivaciones éticas. Por lo tanto, responsabiliza a las personas de reflexionar sobre las manifestaciones de los cuatro comienzos. Si un individuo se vuelve malo, no es el resultado de su constitución, ya que su constitución contiene las predisposiciones emocionales que conducen a la bondad, sino una cuestión de no desarrollar completamente su constitución en la dirección apropiada. Mencio considera las virtudes centrales (benevolencia, rectitud, propiedad y sabiduría) como cualidades internas que los humanos poseen originalmente, por lo que las personas no pueden alcanzar la plena satisfacción únicamente por intereses personales debido a su moral innata. Wong (2018) subraya que la caracterización de Mencio de la naturaleza humana como buena significa que "contiene predisposiciones para sentir y actuar de manera moralmente apropiada y para hacer juicios normativos intuitivos que pueden dar a los seres humanos la orientación adecuada sobre la atención de los deseos de los sentidos ".

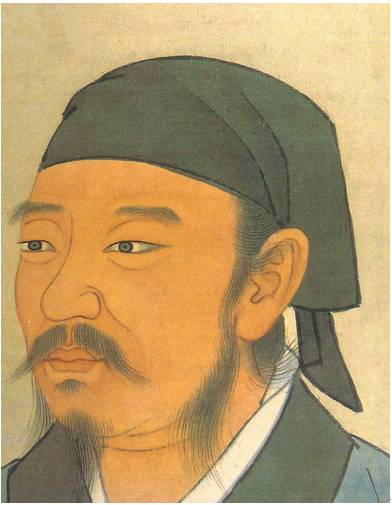
Xun Zi.

Xunzi entiende la naturaleza humana como las facultades, capacidades y deseos básicos que las personas tienen desde el nacimiento. Argumenta que la naturaleza humana es mala y que cualquier bondad es el resultado de la actividad humana. La naturaleza humana busca ganancias, porque los humanos desean la satisfacción sensorial. Xunzi afirma que "ahora la naturaleza del hombre es malvada. Debe depender de los maestros y las leyes para ser correctos y alcanzar la propiedad y la rectitud y luego se vuelve disciplinada". Subraya que la bondad proviene de los rasgos y hábitos adquiridos a través de la conciencia de las acciones, que él llama artificio (偽, wei). Por lo tanto, la moralidad es vista como un artificio humano pero no como parte de la naturaleza humana.
Mencio ve el ritual (es decir, el estándar de cómo los humanos deben tratarse e interactuar entre sí) como una expresión externa del sentido moral inherente a la naturaleza humana. Esto contrasta con Xunzi, que no ve el sentido moral como una parte innata de la naturaleza humana. Se adquiere un sentido moral a través del aprendizaje, en el que uno se involucra y reflexiona sobre un conjunto de prácticas rituales. La afirmación de Xunzi de que la naturaleza humana es mala, según Ivanhoe (1994), significa que los humanos no tienen una concepción de la moralidad y, por lo tanto, deben adquirirla a través del aprendizaje.

### Legalismo
La naturaleza humana es uno de los principales fundamentos del legalismo en China. Sin embargo, los legalistas no consideran si la bondad o la maldad humana es innata, así como si los seres humanos poseen las cualidades fundamentales asociadas con esa naturaleza.
Los legalistas ven a la abrumadora mayoría de los seres humanos como egoístas por naturaleza. Sostienen la opinión de que la naturaleza humana es malvada y por ella los individuos son impulsados por el egoísmo. Por lo tanto, no se espera que las personas se comporten siempre moralmente. Por ejemplo, debido a la naturaleza corrupta de los humanos, los legalistas no confiaban en que los funcionarios llevarían a cabo sus funciones de manera justa e imparcial. Hay una lucha política perpetua, caracterizada por el conflicto entre los intereses humanos, donde los individuos son fácilmente tentados debido a su naturaleza egoísta a expensas de los demás.
Según el legalismo, el egoísmo en la naturaleza humana no puede ser eliminado o alterado por la educación o el autoperfecionamiento. Descarta la posibilidad de que las personas puedan superar su egoísmo y considera que la posibilidad de que las personas puedan ser impulsadas por el compromiso moral es excepcionalmente rara. Los legalistas no ven la moralidad individual de los gobernantes o los gobernados como una preocupación importante en un sistema político. En cambio, los pensadores legalistas como Han Fei enfatizan las normas y los estándares claros e impersonales (como leyes, reglamentos y reglas) como la base para mantener el orden.
Los legalistas afirman que el egoísmo humano puede ser un activo más que una amenaza para un estado. Según ellos se debe permitir que las personas persigan sus intereses egoístas de una manera que beneficie en lugar de contradecir las necesidades de un estado. Por lo tanto, un sistema político que presupone este egoísmo humano es el único sistema viable. En él sus actores (como los ministros y otros funcionarios) deben ser controlados ya que no se puede confiar realmente en ellos. Los legalistas ven el uso de la recompensa y el castigo como controles políticos efectivos, porque consideran que tales aspectos subyacen a la naturaleza humana. Por ejemplo, según el estadista legalista Shang Yang, es crucial investigar la disposición de las personas en términos de recompensas y sanciones cuando se establece una ley. Explica que una población no puede ser conducida a actividades agrícolas o de guerra si las personas consideran que estas son duras o peligrosas sobre la base de cálculos sobre sus posibles beneficios, pero las personas pueden ser dirigidas hacia estas actividades a través de la aplicación de incentivos positivos y negativos.

## Filosofía de la Edad Moderna occidental
Uno de los cambios definitorios que ocurrieron al final de la Edad Media fue el fin del dominio de la filosofía aristotélica y su reemplazo por un nuevo enfoque orientado al estudio de la naturaleza, incluida la naturaleza humana. En este enfoque, todos los intentos de conjeturar sobre causas formales y finales fueron rechazados como especulaciones inútiles. Además, el término "ley de la naturaleza" se aplica a cualquier patrón regular y predecible en la naturaleza, no literalmente a una ley hecha por un legislador divino, y, de la misma manera, la "naturaleza humana" no se convirtió en una causa metafísica especial, sino simplemente en lo que se puede decir que son tendencias típicas de los humanos.

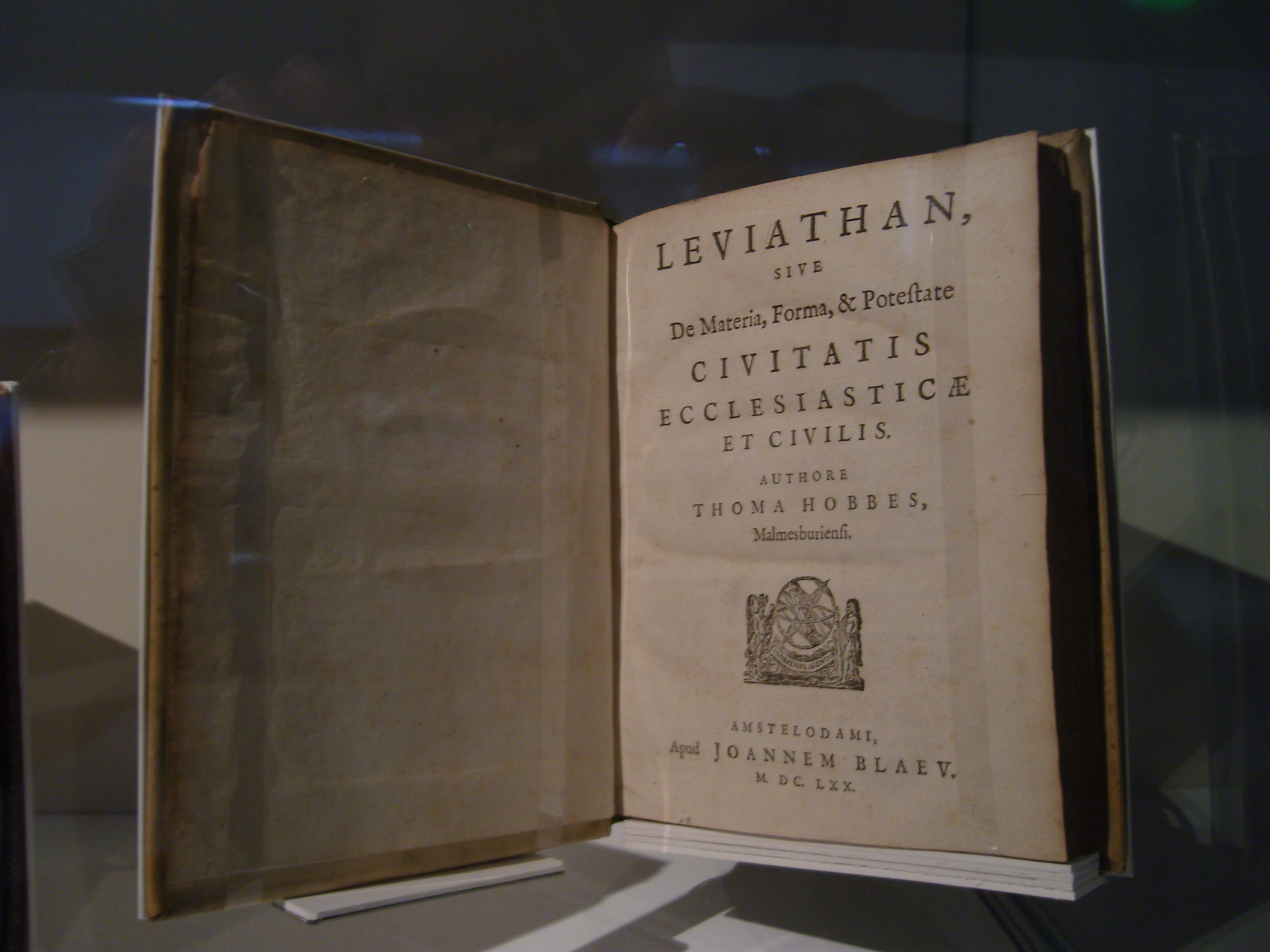
Leviatán de Thomas Hobbes.

Aunque este nuevo realismo se aplicó al estudio de la vida humana desde el principio, por ejemplo, en las obras de Maquiavelo, el argumento definitivo para el rechazo final de la posición de Aristóteles se asoció especialmente con Francis Bacon y su pensamiento inductivo. Esta línea de pensamiento continuó con René Descartes, cuyo nuevo enfoque devolvió la filosofía o la ciencia a su enfoque presocrático sobre las cosas no humanas. Thomas Hobbes, después Giambattista Vico y David Hume afirmaron ser los primeros en utilizar adecuadamente un enfoque científico baconiano moderno para las cosas humanas.

Hobbes siguió a Descartes al describir a la humanidad como materia en movimiento, al igual que las máquinas. También describió en el Leviatán que el estado natural del hombre (sin ciencia ni artificio) como una vida que sería "solitaria, pobre, desagradable, brutal y corta". Después de él, la filosofía del empirismo de John Locke también vio la naturaleza humana como una tabula rasa. Desde este punto de vista, la mente es al nacer una "pizarra en blanco" sin reglas, por lo que se agregan datos, y las reglas para procesarlas están formadas únicamente por nuestras experiencias sensoriales.

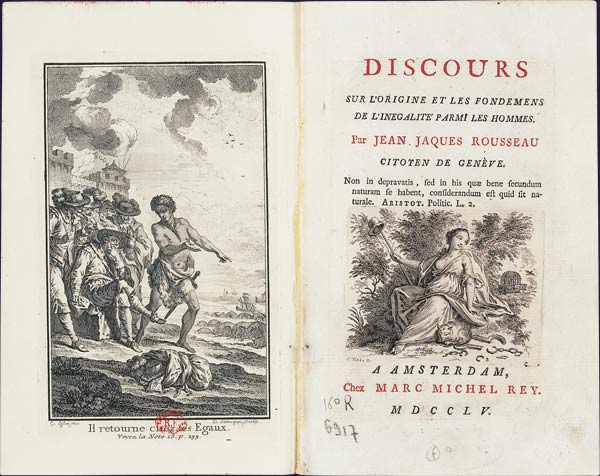
Segundo Discurso de Rousseau.

Jean-Jacques Rousseau llevó el enfoque de Hobbes al extremo y lo criticó al mismo tiempo. Era contemporáneo y conocido de Hume. Conmocionó a la civilización occidental con su Segundo Discurso (Discurso sobre el origen y los fundamentos de la desigualdad entre los hombres) al proponer que los humanos habían sido animales solitarios, sin razón, idioma o comunidades, y que habían desarrollado estas cosas debido a accidentes de la prehistoria. (Esta propuesta también fue formulada por Giambattista Vico.) En otras palabras, Rousseau argumentó que los humanos son actualmente políticos y racionales, y tienen un lenguaje, pero que originalmente no tenían ninguna de estas cosas. Esto a su vez implicaba que vivir bajo la administración de la razón humana podría no ser una forma feliz de vivir, y tal vez no haya una forma ideal de vivir. Rousseau también es inusual en la medida en que tomó el enfoque de Hobbes, afirmando que los humanos primitivos ni siquiera eran naturalmente sociales. Por lo tanto, un humano civilizado no solo está desequilibrado e infeliz debido a la falta de correspondencia entre la vida civilizada y la naturaleza humana, sino que, a diferencia de Hobbes, Rousseau también formuló la sugerencia de que los humanos primitivos habían sido más felices, "nobles salvajes".
La concepción de Rousseau de la naturaleza humana ha sido vista como el origen de muchos desarrollos intelectuales y políticos de los siglos XIX y XX. Fue una influencia importante sobre Kant, Hegel y Marx, y el desarrollo del idealismo, el historicismo y el romanticismo alemanes.
Lo que la naturaleza humana implicaba, según Rousseau y los otros filósofos ilustrados de los siglos XVII y XVIII, eran pasiones similares a los animales que llevaron a la humanidad a desarrollar el lenguaje y el razonamiento, y comunidades más complejas (o comunidades de cualquier tipo, según Rousseau).
A diferencia de Rousseau, David Hume fue un crítico del enfoque excesivamente simplificado y sistemático de Hobbes, Rousseau y algunos otros en los que, por ejemplo, se supone que toda la naturaleza humana está impulsada por variaciones del egoísmo. Influenciado por Hutcheson y Shaftesbury, argumentó en contra de la simplificación excesiva. Por un lado, aceptó que, para muchos temas políticos y económicos, se podía suponer que las personas estaban impulsadas por un egoísmo tan simple, y también escribió sobre algunos de los aspectos más sociales de la "naturaleza humana" como algo que podría ser destruido. , por ejemplo, si las personas no se asociaran en sociedades justas. Por otro lado, rechazó lo que llamó la "paradoja de los escépticos", diciendo que ningún político podría haber inventado palabras como "'honorable' y 'vergonzoso', 'encantador' y 'odioso', 'noble' y 'despreciable'", a menos que no haya alguna "constitución original de la mente" natural.
Hume, como Rousseau, fue controvertido en su propio tiempo por su enfoque novedoso, siguiendo el ejemplo de Bacon y Hobbes, de evitar la consideración de explicaciones metafísicas para cualquier tipo de causa y efecto. Fue acusado de ser ateo. Escribió: "No necesitamos impulsar nuestras investigaciones hasta el punto de preguntar ¿Por qué tenemos humanidad, es decir, un sentimiento de compañerismo con los demás? Es suficiente que experimentemos esto como una fuerza en la naturaleza humana. Nuestro examen de causas debe detenerse en algún lugar."
Después de Rousseau y Hume, la naturaleza de la filosofía y la ciencia cambió, ramificándose en diferentes disciplinas y enfoques, y el estudio de la naturaleza humana cambió en consecuencia. La propuesta de Rousseau de que la naturaleza humana es maleable se convirtió en una influencia importante sobre los movimientos revolucionarios internacionales de diversos tipos, mientras que el enfoque de Hume ha sido más típico en los países anglosajones, incluido Estados Unidos.

## La visión de Marx

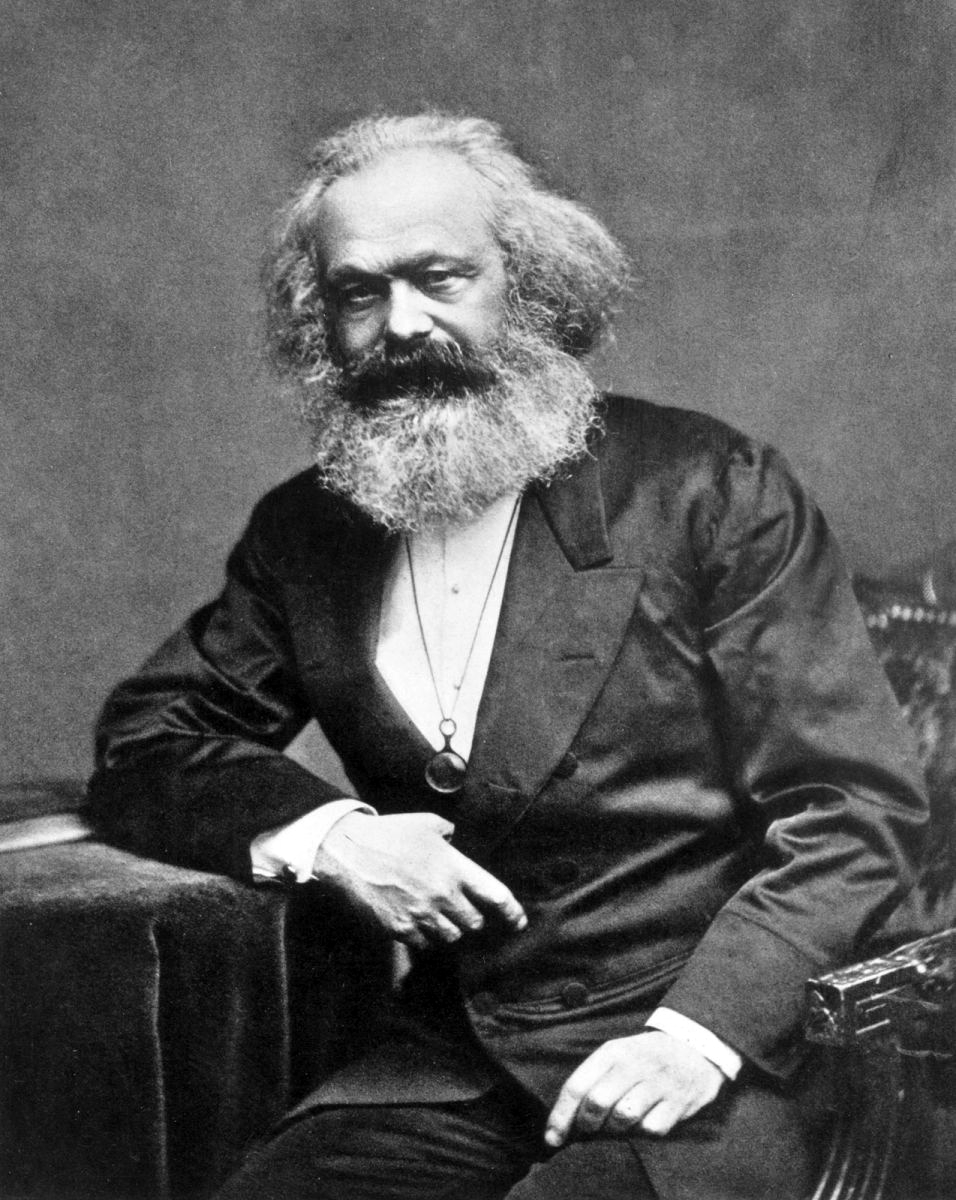
Karl Marx.

A través de su análisis del ser genérico y el ser social Karl Marx procura avanzar en una descripción de la naturaleza humana. En la visión antropológica marxista, la característica principal que diferencia a los hombres de los animales, en lugar de otras cualidades como la razón, es la transformación de la naturaleza o el trabajo.
Los humanos reconocen que poseen un yo real y potencial. Tanto para Marx como para Hegel, el autodesarrollo comienza con una experiencia de la alienación derivada de este reconocimiento, seguida de la comprensión de que el yo real, como agente subjetivo, convierte a su contraparte potencial en un objeto a aprehender. Marx sostiene además que al moldear la naturaleza de las formas deseadas el sujeto toma el objeto como propio y, por lo tanto, permite que el individuo se actualice como plenamente humano. Para Marx, la naturaleza humana - Gattungswesen - existe en función del trabajo humano.

«No es la conciencia del hombre la que determina su ser, sino, por el contrario, el ser social es lo que determina su conciencia».
K. Marx (1859) Una contribución a la crítica de la economía política, I.

Fundamental para la idea de Marx del trabajo significativo es la proposición de que para que un sujeto llegue a un acuerdo con su objeto alienado, primero debe ejercer influencia sobre los objetos materiales literales en el mundo del sujeto. Marx reconoce que Hegel "capta la naturaleza del trabajo y comprende al hombre objetivo, auténtico porque actual, como resultado de su propio trabajo",  pero caracteriza el autodesarrollo hegeliano como indebidamente "espiritual" y abstracto. Marx se aparta así de Hegel al insistir en que "el hecho de que el hombre sea un ser corpóreo, actual, sensible y objetivo con capacidades naturales significa que tiene objetos reales y sensuales para su naturaleza como objetos de su expresión de vida, o que sólo puede expresar su vida en objetos sensuales reales". En consecuencia, Marx revisa hegeliana "trabajo" en "material de trabajo " y en el contexto de la capacidad humana para transformar la naturaleza del término "fuerza de trabajo".
El trabajo no se trata solo de la transformación de una persona física (puesto que también podemos encontrarlo en los animales), esto implica una facultad de representación por parte de las personas. “El trabajo es, en primer término un proceso entre la naturaleza y el hombre, proceso en que éste realiza, regula y controla mediante su propia acción su intercambio de materias con la naturaleza”. Debido a ello, es importante conocer quién y cómo controla las condiciones laborales. En el comunismo primitivo, el trabajo, los medios de producción y los frutos del trabajo pertenecen al colectivo, no habiendo explotación.

La extensión de la maquinaria y la división del trabajo quitan a éste, en el régimen proletario actual, todo carácter autónomo, toda libre iniciativa y todo encanto para el obrero. El trabajador se convierte en un simple resorte de la máquina, del que sólo se exige una operación mecánica, monótona, de fácil aprendizaje.
Manifiesto comunista, Burgueses y proletarios (1848), K. Marx y F. Engels,

Marx es a veces visto como influido por Aristóteles porque en él se encuentra la idea de la acción libre para realizar el "potencial" de los seres humanos que por eso Marx acusa al modelo de producción industrial capitalista de alienar a los trabajadores. En efecto, el trabajador ya no se encuentra en este caso, en el de la representación comprensiva, ya que se ignora el producto final y por lo tanto, la razón de su actividad. La cuestión relativa a la identidad es entonces anulada porque el único problema es el de la remuneración. Lo humano se convierte en animal, revelando un reflejo del automatismo mecánico. En este sentido, se puede entender la abolición de la esclavitud, no como una cuestión ética, sino más bien como un cuestión de interés económico, ya que cuesta más mantener a la gente en la servidumbre bajo el marco de la esclavitud que en el del trabajo bajo marco del asalariado. Solo el modo de producción comunista puede sobrepasar los límites de la sociedad capitalista fundada en la explotación humana, en la extracción de valor.
Friedrich Engels atacó la opinión de que la naturaleza humana es inherentemente egoísta y simplemente destruirá la naturaleza. Los seres humanos pueden trabajar en armonía con la naturaleza y como parte de ella. Requiere un mayor conocimiento de las consecuencias de la acción humana. "Ahora bien, para lograr esta regulación no basta con el mero conocimiento. Hace falta, además, transformar totalmente el régimen de producción vigente hasta ahora y, con él, todo nuestro orden social presente." Pero un mejor conocimiento y el progreso científico no son suficientes. "Para llevar a cabo este control se requiere algo más que el simple conocimiento. Hace falta una revolución que transforme por completo el modo de producción existente hasta hoy día y, con él, el orden social vigente".

## La visión de Kropotkin
En 1902, Piotr Kropotkin publicó su libro El apoyo mutuo, que ofrecía una visión alternativa de la supervivencia humana y animal. En ese momento, algunos "darwinistas sociales" como Francis Galton propusieron una teoría de la competencia interpersonal y la jerarquía natural. En cambio, Kropotkin argumentó que "fue un énfasis evolutivo en la cooperación en lugar de la competencia en el sentido darwiniano lo que contribuyó al éxito de las especies, incluido el humano". Según Kropotkin, la tendencia natural de los seres humanos, lejos de ser el combate, la oposición y la violencia, es de cooperación y ayuda mutua y que la ayuda mutua es el criterio principal del éxito evolutivo. En el último capítulo, escribió:

En el mundo animal hemos visto que la gran mayoría de las especies viven en sociedades, y que encuentran en asociación las mejores armas para la lucha por la vida: entendida, por supuesto, en su amplio sentido darwiniano, no como una lucha por la pura medio de existencia, sino como una lucha contra todas las condiciones naturales desfavorables para la especie. Las especies animales [...] en las que la lucha individual se ha reducido a sus límites más estrechos [...] y la práctica de la ayuda mutua ha alcanzado el mayor desarrollo [...] son invariablemente las más numerosas, las más prósperas, y los más abiertos a nuevos avances. La protección mutua que se obtiene en este caso, la posibilidad de llegar a la vejez y de acumular experiencia, el mayor desarrollo intelectual y el mayor desarrollo de hábitos sociables, aseguran el mantenimiento de la especie, su extensión y su ulterior evolución progresiva. Las especies insociables, por el contrario, están condenadas a la descomposición.

Las observaciones de Kropotkin sobre las tendencias cooperativas en los pueblos indígenas (prefeudales, feudales y los que permanecen en las sociedades modernas) lo llevaron a concluir que no todas las sociedades humanas se basaban en la competencia como las de la Europa industrializada. Stephen Jay Gould señala que los puntos de vista de Kropotkin y otros intelectuales rusos sobre las ideas de Darwin y su tono generalmente malthusiano estaban influidos de alguna manera por las diferencias culturales y sus experiencias en Rusia, en contraste con la experiencia de vida de Darwin y Alfred Russell Wallace en un imperialismo industrial en Gran Bretaña.

## La visión de Hannah Arendt

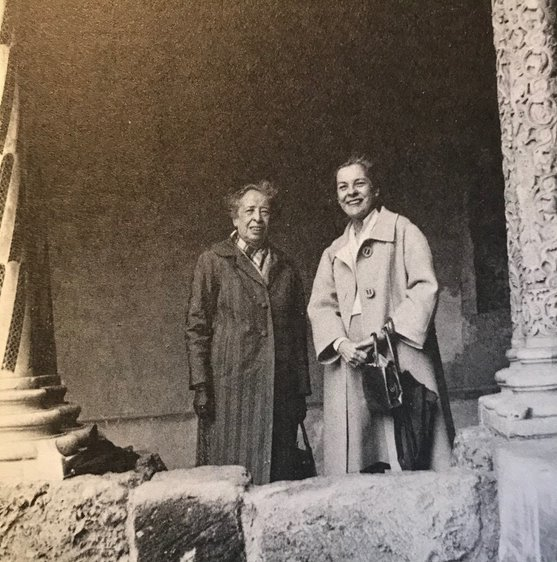
Hannah Arendt y Mary McCarthy.

En su obra La condición humana, publicada en 1958 da la visión de que el individuo tiene la tarea de configurar el mundo, en conexión con las demás personas. Con ello hace referencia a las condiciones básicas de la vida activa del ser humano, que Arendt limita a «trabajar, producir, actuar» (Arbeiten, Herstellen, Handeln).

### Trabajar y producir
El trabajo sirve a la subsistencia del individuo y de la especie. En consecuencia, el trabajo pertenece necesariamente a la vida humana, pero también a todo otro ser vivo. El trabajo no está, así lo considera Arendt, ligado a la libertad, sino que representa una coacción a la conservación de la vida, que subyace continuamente al hombre, desde su nacimiento hasta la muerte.
Sobre la base del trabajo, el individuo comienza a reflexionar sobre la finitud de su existencia. Para huir de esa certeza, el hombre erige un mundo propio artificial, paralelo al natural, para el que produce objetos de diferentes materiales. Arendt parte de que este mundo es estable y que el individuo puede construir relaciones personales con los objetos y fenómenos producidos. En un mundo en constante cambio, el ser humano no puede sentirse en casa.

### La acción
Finalmente, la acción, das Handeln, en tanto sirve a la fundamentación y conservación de la comunidad política, crea las condiciones para una continuidad de las generaciones, para el recuerdo y, de esta forma, para la historia. Transcurre entre los individuos y muestra a la vez la singularidad, la diferencia y el pluralismo del ser humano. El ser humano singular puede, según Arendt, sobrevivir en una sociedad sin jamás trabajar o producir algo por sí mismo.
La acción consiste en la interacción política, que es fundamental para Arendt. La comunicación, es decir, «encontrar la palabra adecuada en el momento oportuno», ya es acción. «Muda lo es sólo la violencia y, ya sólo por esa razón, la mera violencia jamás podrá reivindicar grandeza». Arendt recalca: a pesar de que el individuo sepa que es un ser humano, sin acción no será reconocido como tal por los demás. 
La acción se realiza en el espacio público. Para Arendt, la forma más clara de su realización se encontraba en la polis griega, donde el trabajo transcurría en el espacio privado del hogar, mientras que la acción transcurría en el espacio público del ágora. Este lugar público era el de la vita activa, de la comunicación, la conformación y la libertad política entre iguales.

### Del proceso de comprensión en el espacio político a la sociedad de masas
Por el contrario, según Arendt, durante la Edad Media se produjo un desplazamiento sobre la base de la dogmática cristiana. La libertad suprema para el ser humano estaba entonces en la «vita contemplativa» dirigida a Dios. En ello se valoraba el elemento de la fabricación artesana o artística por encima del pensamiento (filosófico) y la acción (política). El hombre se convirtió en el Homo faber, es decir, creador de un mundo artificial. El «mudo asombro» que desde la filosofía antigua era considerado como «el principio y el fin de toda filosofía» y que solo era accesible a unos pocos, perdió significado en favor de la «mirada intuitiva y contemplativa de los trabajadores artesanales».
El individuo moderno también se aleja de lo político a causa de la «radical subjetividad de su vida emocional» debido a «conflictos internos interminables». Los individuos son normalizados socialmente; los desvíos de esa norma son descartados como asociales o anormales. Se llega al fenómeno de la sociedad de masas, con el dominio de la burocracia. En el proceso se igualan las clases y las agrupaciones sociales y son controladas con el mismo poder. La igualación, el conformismo en lo público lleva a que lo característico y la «particularidad» se conviertan en asuntos privados de los individuos. Grandes masas de personas desarrollan la tendencia al despotismo, o bien de un individuo, o bien de la mayoría.
En esta obra, Arendt estudia la transformación histórica de conceptos como libertad, igualdad, felicidad, espacio público, privacidad, sociedad y política, y describe con exactitud el cambio de significado en el contexto histórico correspondiente. Su punto de referencia es la Antigua Grecia, en especial, la época del diálogo socrático. Según su modo de ver, hay que anclar en el presente los espacios perdidos de lo político modificados y, con ello, intentar hacer que sean fértiles las capacidades de los individuos libres que piensan y actúan de forma política, y que intentan distinguirse unos de otros. Arendt ve como contrario a esto el difundido behaviorismo, cuyo objetivo es «reducir» al ser humano en todas sus actividades «al nivel de un ser vivo condicionado por todas partes y que se comporta de forma correspondiente».

## El análisis etológico de Konrad Lorenz

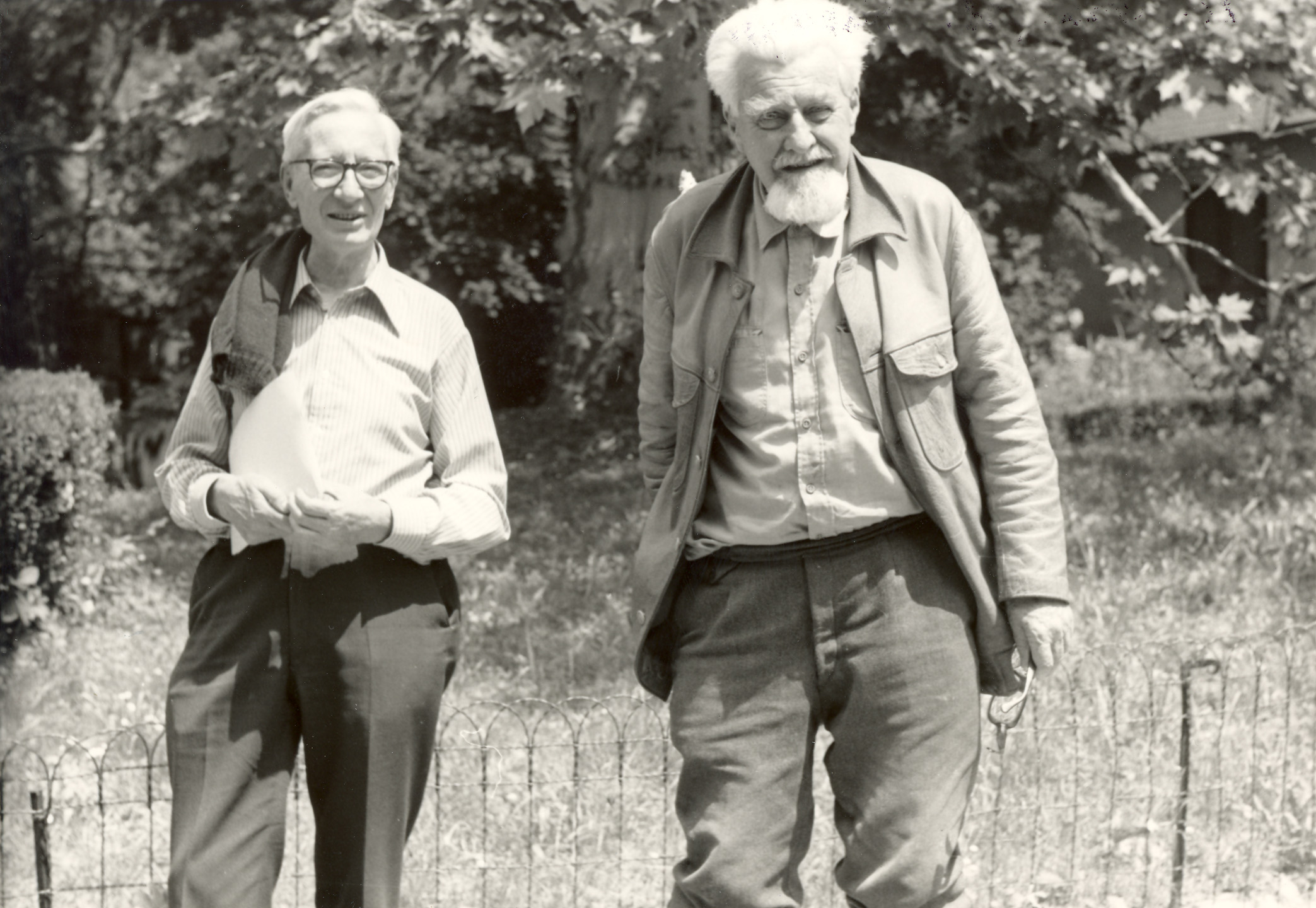
Niko Tinbergen y Konrad Lorenz

Con respecto a los seres humanos, Lorenz afirma: "Imaginemos que un investigador absolutamente imparcial en otro planeta, tal vez en Marte, está examinando el comportamiento humano en la Tierra, con la ayuda de un telescopio cuyo aumento es demasiado pequeño para permitirle discernir individuos y seguir su comportamiento por separado, pero lo suficientemente grande como para observar sucesos tales como migraciones de pueblos, guerras y grandes eventos históricos similares. Nunca tendría la impresión de que el comportamiento humano fuera dictado por la inteligencia, y menos aún por la moral responsable. Si suponemos que nuestro observador es un ser de pura razón, desprovisto de sus propios instintos y sin darse cuenta de la forma en que todos los instintos en general y la agresión en particular pueden funcionar, estaría completamente perdido en cómo explicar la historia. Los fenómenos siempre recurrentes de la historia no tienen causas razonables. Es un mero lugar común decir que están causados por lo que el lenguaje común llama tan acertadamente "naturaleza humana". La naturaleza humana racional e irracional hace que dos naciones compitan, aunque ninguna necesidad económica las obliga a hacerlo; induce a dos partidos políticos o religiones con programas de salvación increíblemente similares a luchar entre ellas con amargura, e impulsa a un Alejandro o un Napoleón a sacrificar millones de vidas en su intento de unir al mundo bajo su cetro. Se nos ha enseñado a considerar con respeto a algunas de las personas que han cometido estos y otros absurdos similares, incluso como "grandes" hombres, y todos estamos tan acostumbrados a estos fenómenos. que la mayoría de nosotros no nos damos cuenta de cuán abruptamente estúpido e indeseable es en realidad el comportamiento histórico de la humanidad en masa."